# Nymphon neumayri
Nymphon neumayri är en havsspindelart som beskrevs av Gordon, I. 1932. Nymphon neumayri ingår i släktet Nymphon och familjen Nymphonidae. Inga underarter finns listade i Catalogue of Life.